# Haloclavidae
Haloclavidae é uma família de cnidários antozoários da infraordem Athenaria, subordem Nyantheae (Actiniaria).

## Géneros
- Anemonactis Andres, 1881
- Bicidium Agassiz, 1859
- Fagesia Delphy, 1938
- Haloclava Verrill, 1899
- Harenactis Torrey, 1902
- Mesacmaea Andres, 1883
- Metapeachia Carlgren, 1943
- Oractis McMurrich, 1893
- Peachia Gosse, 1855